# ミネソタ (原子力潜水艦)
|          |                                                           |
| 艦歴     |                                                           |
| 発注     | 2003年8月14日                                             |
| 起工     | 2008年2月                                                 |
| 進水     | 2011年5月20日                                             |
| 就役     | 2013年9月7日                                              |
| その後   |                                                           |
| 性能諸元 |                                                           |
| 排水量   | 7,800トン                                                 |
| 全長     | 114.9 m (377 ft)                                          |
| 全幅     | 10.3 m (34 ft)                                            |
| 吃水     |                                                           |
| 機関     | S9G 原子炉                                                |
| 最大速   | 水上：25ノット (46 km/h) 水中：32ノット (59 km/h)         |
| 潜航深度 | 800 ft (250 m)                                            |
| 乗員     | 士官、兵員134名                                           |
| 兵装     | VLS 12基 21インチ魚雷発射管 4基                           |
| モットー | 北からの力 Ex Septentrio Virtus ("From the North, power") |

ミネソタ（USS Minnesota, SSN-783）は、アメリカ海軍の攻撃型原子力潜水艦。バージニア級原子力潜水艦の10番艦。艦名はミネソタ州に因む。その名を持つ艦としてはコネチカット級戦艦5番艦(BB-22)以来3隻目。

## 艦歴
ミネソタの建造は2003年8月14日にバージニア州ノースロップ・グラマン・ニューポート・ニューズ社に発注された。2008年2月に起工し、2011年5月20日に進水した。2013年9月7日にバージニア州ノーフォーク海軍基地で就役式典が行われた。
ミネソタは、コネチカット州ニューロンドン海軍潜水艦基地へ配備され、第4潜水戦隊に編入された。